# Maui Invitational
El Maui Invitational, conocido por motivos de patrocinio en 2023 como Allstate Maui Invitational, es un torneo anual de baloncesto universitario disputado durante la semana del Día de Acción de Gracias en Lahaina (Hawái), en el Lahaina Civic Center en la isla de Maui. La anfitriona Universidad Chaminade de Honolulú participa en el torneo junto con otras siete universidades de la División I de la NCAA. El torneo, retransmitido por ESPN, comenzó en 1984, como inspiración por la victoria de Chaminade sobre Virginia en 1982, considerada por muchos como la mayor sorpresa en la historia del baloncesto universitario.

## Historia
El 23 de diciembre de 1982, Chaminade, por entonces una universidad de la NAIA derrotó al #1 Virginia, que contaba en sus filas con Ralph Sampson, en Hawái.
Poco después de la victoria, el entrenador de Virginia Terry Holland felicitó al director deportivo de Chaminade, Mike Vasconcellos, y le recomendó que considerara crear un torneo en Hawái. Dos años después, el Maui Classic, hoy en día EA Sports Maui Invitational, fue fundado, con Chaminade llegando hasta la final y perdiendo ante Providence.
El torneo da la oportunidad a las universidades a competir en terreno neutral con algunos de los mejores equipos universitarios del país. Jim O'Connell, de Associated Press, dijo que el EA SPORTS Maui Invitational es el "mejor torneo en temporada del país – el modelo en el que todos los demás son comparados".
Unas 82 universidades representando 21 conferencias y 37 estados han participado en el EA SPORTS Maui Invitational. Las únicas universidades que han ganado el Maui Invitational y el campeonato nacional son Michigan Wolverines (ganó el Maui Inviational en 1988 y la NCAA en 1989) y North Carolina en dos ocasiones (campeones del Maui Inviational en 2004 y 2008, y de la NCAA en 2005 y 2009).
La edición de 2023 se llevó a cabo en el Stan Sheriff Center en el campus de la Universidad de Hawái en Mānoa en Honolulu debido a que la comunidad de Lahaina estuvo casi destruida por un incendio forestal. La sede habitual del Lahaina Civic Center sufrió daños mínimos y el torneo regresará allí en 2024.
De los ocho equipos que juegan anualmente el Maui Invitational, normalmente participa uno de cada seis conferencias importantes (Pac-10, Big Ten, Big 12, Big East, ACC y SEC), uno de otra conferencia (como Conference USA o Atlantic 10), y Chaminade.

## Historial
| Año  | Campeón        | Resultado   | Subcampeón      | MVP del torneo                                      |
| ---- | -------------- | ----------- | --------------- | --------------------------------------------------- |
| 1984 | Providence     | 60-58       | Chaminade       | Patrick Langlois, Chaminade                         |
| 1985 | Michigan       | 80-58       | Kansas State    | Dell Curry, Virginia Tech                           |
| 1986 | Vanderbilt     | 87-71       | New Mexico      | Will Perdue, Vanderbilt                             |
| 1987 | Iowa           | 97-74       | Villanova       | Todo Equipo de Iowa                                 |
| 1988 | Michigan       | 91-81       | Oklahoma        | Glen Rice, Michigan                                 |
| 1989 | Missouri       | 80-73       | North Carolina  | Doug Smith, Missouri                                |
| 1990 | Syracuse       | 77-74       | Indiana         | Billy Owens, Syracuse                               |
| 1991 | Michigan State | 86-61       | Arkansas        | George Gilmore, Chaminade                           |
| 1992 | Duke           | 89-66       | BYU             | Bobby Hurley, Duke Anfernee Hardaway, Memphis State |
| 1993 | Kentucky       | 93-92       | Arizona         | Travis Ford, Kentucky                               |
| 1994 | Arizona State  | 97-90       | Maryland        | Mario Bennett, Arizona State                        |
| 1995 | Villanova      | 77-75       | North Carolina  | Kerry Kittles, Villanova                            |
| 1996 | Kansas         | 80-63       | Virginia        | Raef LaFrentz, Kansas                               |
| 1997 | Duke           | 95-87       | Arizona         | Steve Wojciechowski, Duke                           |
| 1998 | Syracuse       | 76-63       | Indiana         | Jason Hart, Syracuse                                |
| 1999 | North Carolina | 90-75       | Purdue          | Joseph Forte, North Carolina                        |
| 2000 | Arizona        | 79-76       | Illinois        | Michael Wright, Arizona                             |
| 2001 | Duke           | 83-71       | Ball State      | Mike Dunleavy, Jr., Duke                            |
| 2002 | Indiana        | 70-63       | Virginia        | Bracey Wright, Indiana                              |
| 2003 | Dayton         | 82-72       | Hawaiʻi         | Keith Waleskowski, Dayton                           |
| 2004 | North Carolina | 106-92      | Iowa            | Raymond Felton, North Carolina                      |
| 2005 | Connecticut    | 65-63       | Gonzaga         | Adam Morrison, Gonzaga                              |
| 2006 | UCLA           | 88-73       | Georgia Tech    | Darren Collison, UCLA                               |
| 2007 | Duke           | 77-73       | Marquette       | Kyle Singler, Duke                                  |
| 2008 | North Carolina | 102-87      | Notre Dame      | Ty Lawson, North Carolina                           |
| 2009 | Gonzaga        | 61-59 (pr.) | Cincinnati      | Matt Bouldin y Steven Gray, Gonzaga                 |
| 2010 | Connecticut    | 84–67       | Kentucky        | Kemba Walker, Connecticut                           |
| 2011 | Duke           | 68-61       | Kansas          | Ryan Kelly, Duke                                    |
| 2012 | Illinois       | 78–61       | Butler          | Brandon Paul, Illinois                              |
| 2013 | Syracuse       | 74–67       | Baylor          | C. J. Fair, Syracuse                                |
| 2014 | Arizona        | 61–59       | San Diego State | Stanley Johnson, Arizona                            |
| 2015 | Kansas         | 70–63       | Vanderbilt      | Wayne Selden, Jr. y Frank Mason III, Kansas         |
| 2016 | North Carolina | 71–56       | Wisconsin       | Joel Berry II, North Carolina                       |
| 2017 | Notre Dame     | 67–66       | Wichita State   | Matt Farrell, Notre Dame                            |
| 2018 | Gonzaga        | 89–87       | Duke            | Rui Hachimura, Gonzaga                              |
| 2019 | Kansas         | 90-84 (pr.) | Dayton          | Udoka Azubuike y Devon Dotson, Kansas               |
| 2020 | Texas          | 69-67       | North Carolina  | Matt Coleman III, Texas                             |
| 2021 | Wisconsin      | 61-55       | Saint Mary's    | Johnny Davis, Wisconsin                             |
| 2022 | Arizona        | 81-79       | Creighton       | Oumar Ballo, Arizona                                |
| 2023 | Purdue         | 78-75       | Marquette       | Zach Edey, Purdue                                   |
| 2024 | Auburn         | 90-76       | Memphis         | Johni Broome, Auburn                                |